# Großsteingrab Ullerup 1
Das Großsteingrab Ullerup 1 war eine megalithische Grabanlage der jungsteinzeitlichen Nordgruppe der Trichterbecherkultur im Kirchspiel Torup in der dänischen Kommune Halsnæs. Es wurde im 19. Jahrhundert zerstört.

## Lage
Das Grab lag am heutigen Ostrand von Ullerup auf einem Feld. In der näheren Umgebung gibt bzw. gab es zahlreiche weitere megalithische Grabanlagen.

## Forschungsgeschichte
Im Jahr 1887 führten Mitarbeiter des Dänischen Nationalmuseums eine Dokumentation der Fundstelle durch. Zu dieser Zeit waren keine baulichen Überreste mehr auszumachen.

## Beschreibung
Die Anlage besaß vermutlich eine Hügelschüttung, über die aber nichts bekannt ist. Über die Grabkammer ist nur bekannt, dass sie vor ihrer Zerstörung noch aus zwei Wandsteinen und einem Deckstein bestanden hatte. Die Maße und die Orientierung der Kammer sind unbekannt. Der genaue Grabtyp lässt sich nicht sicher bestimmen.